# Секељ
Секељ (мађ. Székely) је мађарско презиме. Претпоставља се да долази од речи сек (мађ. Szék), што значи „столица“ („седиште; трон; престо“). Најпознатији носилац овог презимена био је Тибор Секељ, познати истраживач. Секељи су етничка група Мађара који живе у Ердељу у данашњој Румунији.